# کاراته ایران در المپیک تابستانی جوانان ۲۰۱۸
سومین دوره مسابقات بازی‌های المپیک جوانان، در شهر بوینس آیرس کشور آرژانتین از تاریخ (۶ لغایت ۱۸ اکتبر) برگزار شد.
تیم ایران در حالی با ۵ سهمیه به همراه تیم ژاپن بیشترین سهمیه را در جمع کشورهای حاضر در المپیک بدست آورد که کشورهایی همچون اسپانیا و فرانسه، قدرت‌های کاراته اروپا موفق به کسب سهمیه المپیک نشدند.
این اولین حضور ورزش کاراته در المپیک جوانان بود.

## نفرات اعزامی به مسابقات
در بخش دختران، نگین آلتونی کاراته‌کا وزن به اضافه ۵۹ کیلوگرم، فاطمه خنکدار در وزن منهای ۵۳ کیلوگرم و مبینا حیدری در وزن منهای ۵۹ کیلوگرم با حریفان خود به رقابت پرداختند.

در بخش پسران، نوید محمدی در وزن به اضافه ۶۸ کیلوگرم وعلیرضا فرجی در وزن منهای ۶۱ کیلوگرم با حریفان خود به رقابت پرداختند.

سمانه خوش قدم هدایت تیم دختران و مهران بهنام‌فر هدایت تیم پسران را بر عهده داشتند.

## مدال آوران کاراته ایران دربازی‌های المپیک تابستانی جوانان ۲۰۱۸
| ورزشکار      | طلا | نقره | برنز | جمع |
| ------------ | --- | ---- | ---- | --- |
| نوید محمدی   | ۱   | ۰    | ۰    | ۱   |
| نگین آلتونی  | ۰   | ۰    | ۱    | ۱   |
| فاطمه خنکدار | ۰   | ۰    | ۱    | ۱   |
| مبینا حیدری  | ۰   | ۰    | ۱    | ۱   |